# Agriognatha argyra
Agriognatha argyra är en spindelart som beskrevs av Bryant 1945. Agriognatha argyra ingår i släktet Agriognatha och familjen käkspindlar. Inga underarter finns listade i Catalogue of Life.